# Гребеники (Николаевская область)
Гребеники (укр. Гребеники) — село в Новоодесском районе Николаевской области Украины.
Основано в 1875 году. Население по переписи 2001 года составляло 148 человек. Почтовый индекс — 56625. Телефонный код — 5167. Занимает площадь 0,44 км².

## Местный совет
56625, Николаевская обл., Новоодесский р-н, пос. Дильныче, ул. Ленина, 7